# Timbavati Game Reserve
La Timbavati Game Reserve est une réserve de chasse d'Afrique du Sud. Créée en 1956 sur 680 km², elle n'a pas de clôture qui la sépare du Parc national Kruger.
Elle participe notamment à des échanges d'animaux afin d'éviter la consanguinité dans ses populations, notamment avec le Zion Wildlife Gardens en Nouvelle-Zélande pour les lions blanc.